# Gebhard Halder

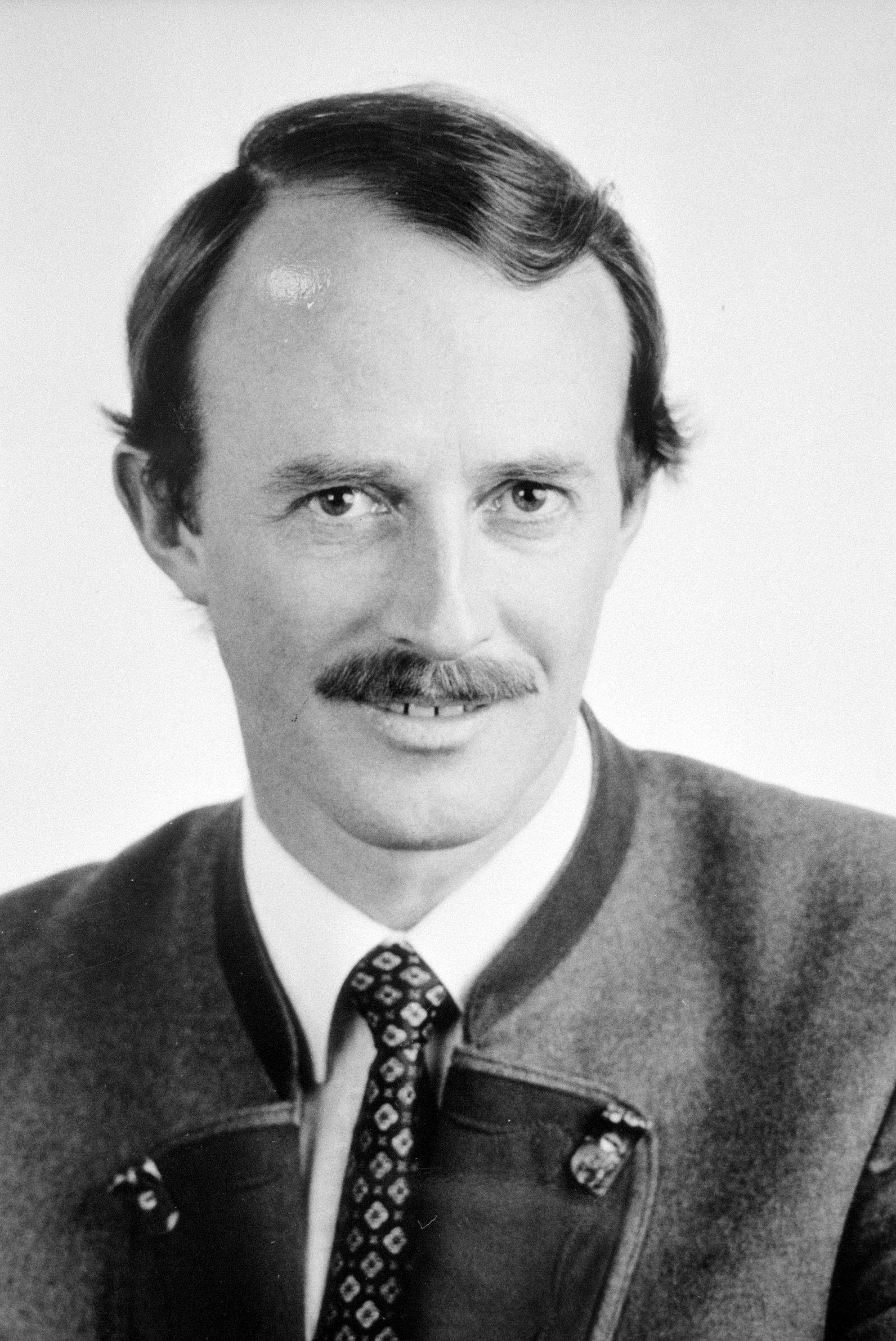
Gebhard Halder (1987)

Gebhard Halder (* 17. August 1942 in Bregenz; † 20. Mai 2024 in Feldkirch) war ein österreichischer Politiker (ÖVP) und Landwirt. Halder war von 1984 bis 2009 Abgeordneter zum Vorarlberger Landtag und in den Jahren 2004 bis 2009 dessen Präsident.

## Ausbildung und Beruf
Gebhard Halder wurde am 17. August 1942 als Sohn von Friedrich und Antonia Halder in einer Landwirtsfamilie in der Vorarlberger Landeshauptstadt Bregenz geboren. Er verlor seinen Vater noch in sehr jungen Jahren als Soldat im Zweiten Weltkrieg, nach dessen Ende Friedrich Halder im Jahr 1945 für vermisst erklärt wurde. Gebhard Halder besuchte die Volksschule im Bregenzer Ortsteil Fluh, wo sich auch der elterliche Bauernhof befand und absolvierte im Anschluss daran an der Landwirtschaftlichen Fachschule Mehrerau eine Ausbildung zum Landwirtschaftsmeister.
Ab dem Jahr 1956 half Gebhard Halder im elterlichen Landwirtschaftsbetrieb mit, den er im Jahr 1960 schließlich im Alter von 18 Jahren vollständig übernahm. Bis zum Jahr 1980 war er in der Folge Nebenerwerbslandwirt, wobei er sich während dieser Zeit als Liftwart, Holzakkordant und Milchfrächter Zuverdienste sicherte. Von 1980 bis zum Jahr 2000 führte Gebhard Halder seinen landwirtschaftlichen Betrieb schließlich als Haupterwerbslandwirt, ehe er den Hof im Jahr 2000 wiederum an seinen Sohn übergab. Anschließend war er bis zu seinem Ausscheiden aus der Landespolitik 2009 hauptberuflich als Politiker tätig.

## Politische Karriere
Den Einstieg in die Politik machte Gebhard Halder bereits in den 60er-Jahren als Mitglied des Österreichischen Bauernbunds, einer Parteiorganisation der ÖVP, in der Ortsgruppe Bregenz-Fluh. 1964 wurde er Obmann dieser Bauernbund-Ortsgruppe, was er bis 1995 blieb. Im Jahr 1976 wurde Halder Mitglied des Landesbauernrates, der ein Gremium der Landwirtschaftskammer Vorarlberg ist. 1981 wurde er zum Kammerrat und Präsidenten der Vorarlberger Landwirtschaftskammer gewählt, was er bis 1999 war. Von 1986 bis 1993 stand er darüber hinaus dem Vorarlberger Bauernbund als Obmann vor.
Im Jahr 1975 wurde Gebhard Halder erstmals in die Bregenzer Stadtvertretung als Vertreter der ÖVP gewählt, wo er bis 1985 ordentliches Mitglied blieb. Von 1985 bis 1995 war er noch Ersatzmitglied der Bregenzer Stadtvertretung. 
Am 28. November 1984 wurde Gebhard Halder nach der Landtagswahl 1984 erstmals als Abgeordneter zum Vorarlberger Landtag angelobt. Vom 7. Oktober 1999 bis zum 29. Januar 2003 war er in den weiteren Legislaturperioden Klubobmann der ÖVP-Landtagsfraktion. Am Tag seines Ausscheidens aus der Funktion des Klubvorsitzenden wurde er zum 2. Vizepräsidenten des Landtags gewählt. Am 5. Oktober 2004 wurde Halder dann schließlich zum Landtagspräsidenten des Vorarlberger Landtags gewählt und damit stellvertretendes Mitglied im Ausschuss der Regionen Europas sowie Mitglied des Ständigen Ausschusses der Konferenz der Gesetzgebenden Regionalversammlungen Europas. Nach der Landtagswahl in Vorarlberg 2009 trat Halder als Landtagspräsident in den Ruhestand. Zu seiner Nachfolgerin als Landtagspräsidentin wurde seine bisherige Stellvertreterin und Parteikollegin Bernadette Mennel gewählt.

## Privatleben
Gebhard Halder wohnte in Bregenz-Fluh, war seit 1971 verheiratet und Vater von zwei Kindern.